# Ана Гевара
Ана Габріела Гевара Еспіноса (ісп. Ana Gabriela Guevara Espinoza; нар. 4 березня 1977) — мексиканська легкоатлетка, яка спеціалізувалася на спринті.

## Спортивні досягнення
Срібна олімпійська призерка з бігу на 400 метрів (2004). Фіналістка (5-е місце) олімпійських змагань з бігу на 400 метрів (2000). Учасниця олімпійських змагань з естафетного бігу 4×400 метрів (2004), на яких не вдалось потрапити до фінального забігу.
Чемпіонка світу з бігу на 400 метрів (2003). Дворазова срібна призерка чемпіонатів світу з бігу на 400 метрів (2001, 2005). Фіналістка (4-ті місця) чемпіонату світу з бігу на 400 метрів та естафетного бігу 4×400 метрів (2007).
Фіналістка (4-е місце) чемпіонату світу в приміщенні з бігу на 400 метрів (1999).
Переможниця Кубку світу з бігу на 400 метрів та естафетного бігу 4×400 метрів (2002).
Триразова переможниця Панамериканських ігор з бігу на 400 метрів (1999, 2003, 2007). Срібна призерка Панамериканських ігор з естафетного бігу 4×400 метрів (2007).
Чемпіонка Мексики з бігу на 400 метрів (1998, 1999, 2000) та 800 метрів (1998, 1999, 2000).
Ексволодарка (2003—2019) вищого світового досягнення з бігу на 300 метрів — 35,30 (2003).

## Політична кар'єра
По завершенні спортивної кар'єри зайнялась політичною діяльністю. Упродовж 2012—2018 була сенаторкою верхньої палати Конгресу Мексики.